# Distretto di Hecheng
Il distretto di Hecheng (鹤城区S, Hèchéng QūP) è un distretto della Cina, situato nella provincia di Hunan e amministrato dalla prefettura di Huaihua.